# Messier 59
Messier 59 (M 59 sau NGC 4621) este un obiect ceresc care face parte din Catalogul Messier, întocmit de astronomul francez Charles Messier. Este o galaxie eliptică de tip E5, situată în constelația Fecioara. Ea a fost descoperită la 11 aprilie 1779 de astronomul Johann Gottfried Koehler în același timp cu vecina sa galaxia M60.

## Caracteristici
M59 este o galaxie din Roiul Fecioarei și figurează printre cele mai mari galaxii eliptice din această mulțime de galaxii, deși este mult mai puțin luminoasă și masivă decât cele mai mari, Messier 49, Messier 60  și, mai ales, Messier 87. Ea este în mod clar alungită: diferite surse îi atribuie o excentricitate orbitală de E3-E5. La distanța în general admisă de 60.000.000 de ani-lumină, axa mare de 5 minute de arc corespune unei întinderi lineare de aproape 90.000 de ani-lumină.